# Ovidiopolský rajón
Ovidiopolský rajón (ukrajinsky Овідіопольський район) byl rajón v Oděské oblasti na Ukrajině. Hlavním městem byly Ovidiopol a rajón měl přibližně 87 tisíc obyvatel. 

## Sídla v rajónu
- Avanhard
- Ovidiopol
- Tajirove
- Velykodolynske